# Adolfo Vienrich
Adolfo Vienrich de la Canal (Lima, 18 de noviembre de 1867 - Tarma, 29 de septiembre de 1908) era un intelectual, libertario, farmacéutico, escritor, folclorista, indigenista y etnohistoriador destacado de Tarma, Perú.

## Biografía
Nació el 12 de noviembre de 1867 en Lima. Hijo del berlinés Adolfo Vienrich y de la tarmeña Concepción De la Canal. Desde los siete años vivió en la ciudad de Tarma, la que sirvió muchas veces como escenario de sus obras. Después de sus estudios en el Colegio San Ramón de Tarma estudió Ciencias naturales en la Universidad Nacional Mayor de San Marcos. Era miembro del Círculo literario que lideró Manuel González Prada. Dominó entre otros el quechua tarmeño y el castellano.

#### Apellido
El apellido Vienrich es la grafía neoalto alemana del alemán estándar Fähnrich (fɛnriç), que significa Alférez en castellano.

## Obras

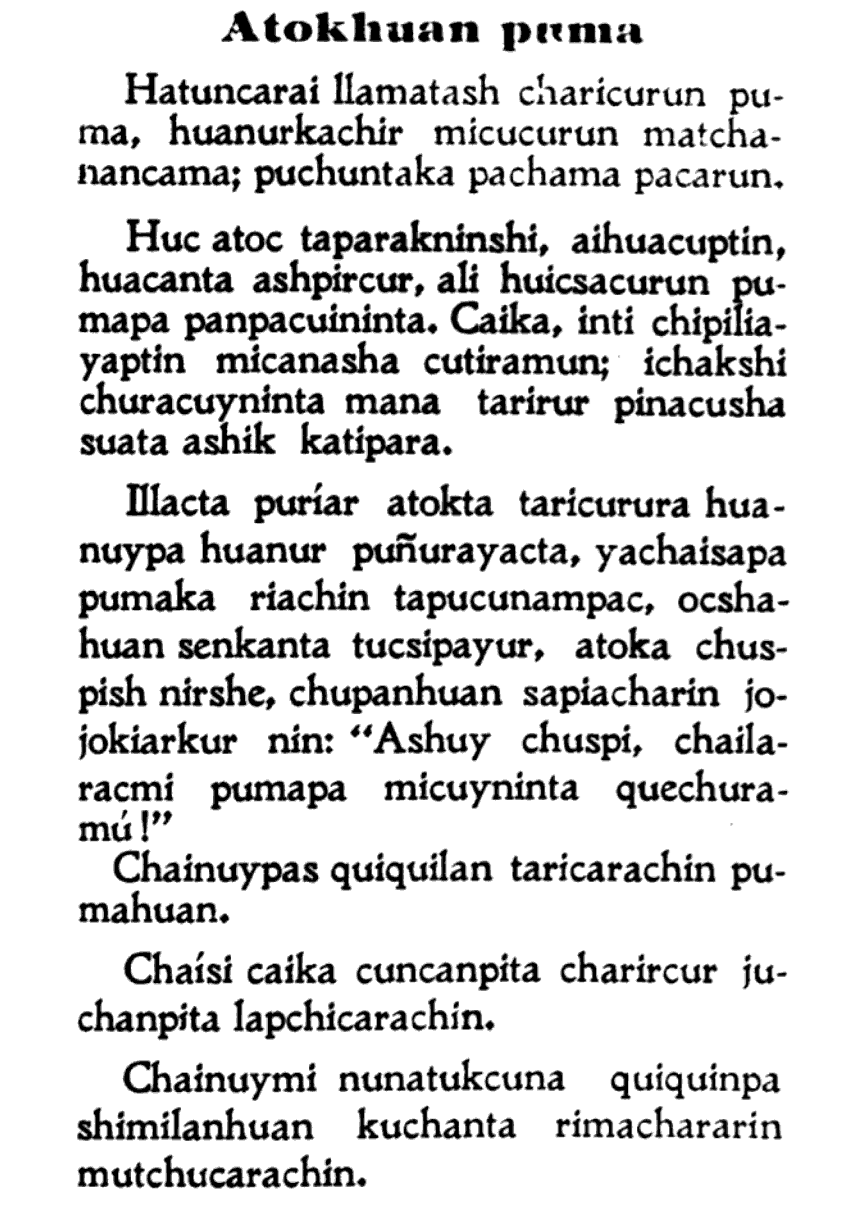
Atuqwan puma (El zorro y el puma), 2° cuento de Tarmapap pachahuarainin. El encuentro del zorro (atuq) con otro animal es un tópico frecuente en los cuentos quechuas de todo el Perú.

Publicó en los periódicos Gaceta científica y La Prensa. Entre sus obras de literatura más recordadas tenemos:
| Obras de Vienrich | Obras de Vienrich                            | Obras de Vienrich |
| Año               | Título                                       | Notas             |
| ----------------- | -------------------------------------------- | ----------------- |
| 1888              | El Aliso Silvestre                           |                   |
| 1904              | Silabario tarmeño                            |                   |
| 1905              | Azucenas quechuas (Tarmap Pacha Huaray)      | [ 6 ]             |
| 1906              | Tarmapap Pachahuarainin (Fábulas quechuas)   | [ 7 ]             |
| 1906              | Apólogos quechuas                            | [ 7 ]             |
|                   | La metodología del cálculo y trozos selectos |                   |
|                   | Metodología de la lectura                    |                   |
|                   | Cartografía                                  |                   |

## Reconocimientos
Hay varios reconocimientos a Vienrich, autor que falleció hace más de ciento cincuenta años. Gracias a la contribución los tarmeños poseen varias entidades llevando el nombre del autor como el Instituto tecnológico superior público Adolfo Vienrich, Biblioteca Municipal Adolfo Vienrich y la Avenida Vienrich, una de las vías principales en el centro de la capital de Tarma.